# Ганнівка-Тернівська
Га́ннівка-Терні́вська — село в Україні, у Миколаївській селищній громаді Сумського району Сумської області. Населення становить 230 осіб. До 2016 орган місцевого самоврядування - Супрунівська сільська рада.

## Географія
Село Ганнівка-Тернівська розташоване між річками Бобрик та Локня (2 км).
На відстані 1.5 км розташовані села Ганнівське та Супрунівка.
По селу тече струмок, що пересихає із загатою.

## Населення

### Мова
Розподіл населення за рідною мовою за даними перепису 2001 року:
| Мова       | Кількість | Відсоток |
| ---------- | --------- | -------- |
| українська | 220       | 95.65%   |
| російська  | 8         | 3.48%    |
| білоруська | 2         | 0.87%    |
| Усього     | 230       | 100%     |

## Історія
- За даними на 1864 рік у власницькому селі Ганнівка (Боровиківка) Лебединського повіту Харківської губернії, мешкало 1749 осіб (860 чоловічої статі та 889 — жіночої), налічувалось 159 дворових господарств[2].
- Станом на 1914 рік село було центром окремої, Ганнівської волості, кількість мешканців зросла до 2810 осіб[3].
- Село постраждало внаслідок геноциду українського народу, проведеного урядом СРСР 1923–1933 та 1946–1947 роках[джерело?].
- 12 червня 2020 року, відповідно до розпорядження Кабінету Міністрів України № 723-р «Про визначення адміністративних центрів та затвердження територій територіальних громад Сумської області», село увійшло до складу Миколаївської селищної громади[4].
- 19 липня 2020 року, в результаті адміністративно-територіальної реформи та ліквідації Білопільського району, село увійшло до складу новоутвореного Сумського району[5].

## Економіка
- Молочно-товарна ферма.

## Соціальна сфера
- Школа.